# Aloe commelyni
Aloe commelyni é uma espécie de liliopsida do gênero Aloe, pertencente à família Asphodelaceae.